# 赵建平
赵建平（1963年2月—），中华人民共和国政治人物，生于山西省岢岚县。

## 生平
赵曾在山西省统计局、省人民政府办公厅、朔州市及中共山西省纪检部门任职，2018年出任中共晉中市委副书记、市长，2019年升任中共晉中市委书记，2021年出任山西省交通运输厅党组书记、厅长。2023年，退居二线，转任山西省人大常委会预算工作委员会主任。